# アート・ヘイマン
アーサー・ブルース・ヘイマン (Arthur Bruce Heyman, 1941年6月24日 - 2012年8月27日) は、アメリカ合衆国の元プロバスケットボール選手。身長196cm、体重93kg。ポジションはシューティングガード及びスモールフォワード。デューク大学史上初のNBAドラフト1位指名選手として知られる。

## 経歴
ヘイマンはニューヨークで生れ、地元のオーシャンサイド高校でスター選手として活躍した。卒業後はノースカロライナ大学でプレーする予定だったが、最終的に翻意してデューク大学に進学した。
ヘイマンは大学で華々しい活躍を見せ、3年間で平均25.1得点10.9リバウンドを記録した。特に4年次の1963年にはチームを初のNCAAトーナメントベスト4に導いてトーナメントMVPに輝いた他、多数の個人タイトルを受賞した。ヘイマンの背番号『25』は大学の永久欠番に指定されている。
1963年、ヘイマンはデューク大学出身者として初となるNBAドラフト全体1位でニューヨーク・ニックスに入団した。1年目は平均15.4得点の成績でオールルーキー1stチームに選出された。しかし気性の激しさ故に数々のトラブルを引き起したことで、2年目は出場時間が激減して平均5.7得点に終った。翌シーズンはニックスを離れ、シンシナティ・ロイヤルズとフィラデルフィア・76ersで計17試合に出場した後、EPBLに移籍してプレーを続けた。
1967年、ヘイマンは創設間もないABAのニュージャージー・アメリカンズと契約し、シーズン途中でピッツバーグ・パイパーズに移籍した。パイパーズでは平均20得点超をあげ、同年のリーグ制覇に貢献した。その後マイアミ・フロリディアンズでプレーした1969年を最後に現役を引退した。
ABAとNBAを合算した成績は、310試合の出場で通算4,030得点1,461リバウンド（平均13.0得点4.7リバウンド）であった。
ヘイマンは2012年に71歳で死去した。

## 個人成績
| †    | ABAチャンピオン |
| 太字 | キャリアハイ    |

### レギュラーシーズン
| Season   | Team    | GP  | MPG  | FG%  | 3P%  | FT%  | RPG | APG | PPG  |
| -------- | ------- | --- | ---- | ---- | ---- | ---- | --- | --- | ---- |
| 1963–64  | NYK     | 75  | 29.8 | .431 | –    | .685 | 4.0 | 3.4 | 15.4 |
| 1964–65  | NYK     | 55  | 12.1 | .427 | –    | .667 | 1.8 | 1.4 | 5.7  |
| 1965–66  | CIN     | 11  | 9.1  | .349 | –    | .588 | 1.2 | .6  | 3.6  |
| 1965–66  | PHI     | 6   | 3.3  | .333 | –    | .800 | .7  | .7  | 1.7  |
| 1967-68  | NJA     | 19  | 23.1 | .385 | .176 | .644 | 3.7 | 1.9 | 13.8 |
| 1967-68† | PTP MNP | 54  | 39.2 | .447 | .274 | .751 | 7.9 | 4.4 | 20.1 |
| 1968-69  | PTP MNP | 71  | 33.3 | .421 | .314 | .697 | 7.0 | 3.1 | 14.4 |
| 1969-70  | PTP MNP | 1   | 4.0  | .000 | –    | –    | .0  | .0  | .0   |
| 1969-70  | MMF     | 18  | 17.0 | .448 | .000 | .708 | 3.2 | 1.4 | 7.8  |
| Career   | Career  | 310 | 26.6 | .427 | .281 | .703 | 4.7 | 2.8 | 13.0 |

### プレーオフ
| Year   | Team    | GP | MPG  | FG%  | 3P%  | FT%  | RPG | APG | PPG  |
| ------ | ------- | -- | ---- | ---- | ---- | ---- | --- | --- | ---- |
| 1968†  | PTP MNP | 15 | 37.6 | .485 | .378 | .676 | 7.1 | 3.9 | 19.7 |
| 1969   | PTP MNP | 7  | 37.7 | .446 | .389 | .780 | 7.3 | 2.9 | 17.3 |
| Career | Career  | 22 | 37.6 | .472 | .382 | .700 | 7.2 | 3.5 | 19.0 |